# Gheorghe Oprea (muzicolog)
Gheorghe Oprea (n. 1 ianuarie 1942, Satu Nou, comuna Poșta-Câlnău, județul Buzău – d. 24 martie 2014, București) a fost un folclorist, etnomuzicolog și pedagog din România.

## Biografie
S-a născut la data de 1 ianuarie 1942 în Satu Nou, comuna Poșta-Câlnău, județul Buzău.
Între 1948-1955 urmează școala primară în localitatea natală, iar între 1955-1959 școala pedagogică la Buzău.
În 1959 ajunge învățător în comuna Padina, județul Buzău.
Între 1962-1967 studiază la Conservatorul „Ciprian Porumbescu” din București la secțiile dirijat coral academic și teoretică.
Din 1967 este, pe rând: asistent, lector (din 1982), conferențiar (1990) și profesor (din 1993) la Academia de muzică din București, disciplina etnomuzicologie.
În 1969 este fondator și dirijor al corului „Gaudeamus” al Academiei de muzică din București, cu care realizează două discuri de muzică românească, înregistrează peste 80 de lucrări la Radio și dă peste 500 de concerte în țară și în străinătate.
În 1990 devine membru definitiv al Uniunii Compozitorilor și Muzicologilor din România.
În iunie 1993 obține titlul de doctor în etnomuzicologie.

## Realizări
În perioada anilor 1980 culege materiale folclorice sonore diverse pe care le transcrie și folosește mai târziu în instruirea studenților. Are și meritul de a fi unul dintre primii cercetători ai folclorului muzical al meglenoromânilor. În ultimii ani, s-a concentrat pe activitatea didactică.
A fost colaborator al publicațiilor „Memoriile Comisiei de folclor”, „Muzica”, „Revista de Etnografie și Folclor”, „Studii de muzicologie”.
A scris numeroase cărți care tratează probleme cu grad diferit de generalitate, din domeniul de interes al folcloristicii.

## Decesul
Moare la data de 24 martie 2014 în București.

## Distincții
În 2002 este distins cu Premiul pentru folclor al Uniunii Compozitorilor și Muzicologilor din România, pentru volumul Folclorul muzical românesc.

## Lucrări

### Cărți
- Sisteme sonore în folclorul românesc, Editura Muzicală, București, 1998, 232 p. ISBN 978-973-42-0202-7
- Pentatonica românească, Editura Muzicală, București, 1998
- Studii de etnomuzicologie, Editura Almarom, Râmnicu Vâlcea
Volumul 1, 1998, 245 p. ISBN 973-9403-01-8
Volumul 2, 2000, 182 p. ISBN 978-973-9403-42-9

### Culegeri de folclor
- 100 de melodii populare, Conservatorul de muzică „Ciprian Porumbescu” din București, 1980, 67 p. (manuscris)
- Folclor muzical din Gorj, Conservatorul de muzică „Ciprian Porumbescu” din București, 1983, 68 p. (manuscris)

### Studii și articole
- Structuri și imagini folclorice în poemul coral „Miorița”, în „Muzica”, 35, nr. 1, 1975
- Valori perene ale culturii muzicale în comuna Bogdan-Vodă, jud. Maramureș, în „Muzica”, 40, nr. 9, 1980
- Despre muzica meglenoromânilor, în „Studii de muzicologie”, vol. XVI, Editura Muzicală, București, 1981
- Pentatonia în folclorul muzical românesc, în „Revista de etnografie și folclor”, tom. 37, nr. 2, București, 1992
- Constantin Brăiloiu - fascinația arhetipurilor, în „Centenar Constantin Brăiloiu”, Editura Muzicală, București, 1994
- Pentatony in the Romanian Musical Folklore, în „East European Meetings in Ethnomusicology”, vol. 1, București, 1994
- Doina: concept și stil muzical, în „Memoriile Comisiei de folclor”, tom. V, București, 1995
- Structuri sonore în repertoriul copiilor, în „Revista de etnografie și folclor”, tom. 40, nr. 2, București, 1995
- Structuri sonore în cântecul ceremonial funebru și bocet, în „Revista de etnografie și folclor”, tom. 40, nr. 4, București, 1995
- George Breazul și valoarea actuală a colecției de colinde, în „Muzica”, 8, nr. 4, București, 1997
- Folclorul muzical din Gălăuțaș-Harghita, în „Revista de etnografie și folclor”, tom. 42, nr. 5-6, București, 1997
- Structuri sonore în repertoriul muncilor și obiceiurilor de peste an (I), în „Memoriile Comisiei de folclor”, tom. VIII, București, 1997
- O zonă folclorică mai puțin cunoscută: Gălăuțaș-Harghita, în „Muzica”, 9, nr. 1, București, 1998
- Folclor muzical din Vădăstrița - Romanați, în „Revista de etnografie și folclor”, tom. 43, nr. 1-2, București, 1998
- Revelația sacrului în folclorul obiceiurilor, în „Revista de etnografie și folclor”, tom. 44, nr. 3-4, București, 1999

### Lucrări didactice
- Folclor muzical românesc, Editura Didactică și Pedagogică, București, 1983 (în colaborare cu Larisa Agapie)
- Folclor muzical românesc, Editura Fundației România de Mâine, București, 2001
- Folclorul muzical românesc, Editura Muzicală, București, 2002, 642 pag. ISBN 978-973-42-0304-8